# Jezioro Kiedrowickie
Jezioro Kiedrowickie (kasz. Czedrowsczé Jezoro) – jezioro wytopiskowe na Równinie Charzykowskiej (w regionie Kaszub zwanym Gochami) w powiecie bytowskim (województwo pomorskie).